# Betty's Birthday
Betty's Birthday è un cortometraggio muto del 1914 diretto da W.P. Kellino.

## Trama
Lo zio regala a Betty, per il suo compleanno, un orso come animale da compagnia.

## Produzione
Il film fu prodotto dalla EcKo.

## Distribuzione
Distribuito dall'Universal Pictures, il film - un cortometraggio di 175,02 metri - uscì nelle sale cinematografiche britanniche nel gennaio 1914.